# Mallochia transmutans
Mallochia transmutans är en svampart som beskrevs av Udagawa & Uchiy. 2002. Mallochia transmutans ingår i släktet Mallochia och familjen Onygenaceae.   Inga underarter finns listade i Catalogue of Life.